# Xlib
Xlib는 C 프로그래밍 언어로 작성된 X 윈도 시스템 프로토콜 클라이언트 라이브러리이다. X 서버와 상호 작용하는 함수들을 포함하고 있다. 이 함수들은 프로그래머들이 통신 프로토콜을 자세히 모르더라도 프로그램을 작성할 수 있게 도와 준다. Xlib을 직접 사용하는 응용 프로그램들은 드문 편이지만, 대개 위젯 툴킷을 제공하기 위해 Xlib 함수들을 사용하는 다른 라이브러리들을 이용하는 편이다:
- 인트린식스 (Xt)
- 아테나 위젯 집합 (Xaw)
- 모티프
- FLTK
- GTK+
- Qt (X11 버전)
- Tk

Xlib와 XCB, 그리고 이들을 사용하는 라이브러리들

Xlib은 1985년 즈음에 출현했으며 현재 수많은 유닉스 계열 운영 체제의 GUI에 사용된다. XCB 라이브러리는 Xlib을 대체할 목적으로 만들어진 라이브러리이다. 아직까지 Xlib이 널리 쓰이고 있으나, 오늘날 Xlib에서 구현하는 것들은 낮은 수준의 전송 계층으로서 XCB를 대신 이용할 수 있다.

## 자료형
Xlib의 주가 되는 자료형은 Display 구조와 그 식별자의 자료형들이다.

## 예
다음의 프로그램은 내부에 조그마한 검은 사각형이 포함된 창을 하나 만들어낸다:
```
 
/*

  * 창 안에 상자를 그려내는 단순 Xlib 응용 프로그램입니다.

  * gcc input.c -o output -lX11

  */

#include
 
<X11/Xlib.h>

#include
 
<stdio.h>

#include
 
<stdlib.h>

#include
 
<string.h>

int
 
main
()
 
{

    
Display
 
*
display
;

    
Window
 
window
;

    
XEvent
 
event
;

    
char
 
*
msg
 
=
 
"Hello, World!"
;

    
int
 
s
;

    
/* 서버 연결 개시 */

    
display
 
=
 
XOpenDisplay
(
NULL
);

    
if
 
(
display
 
==
 
NULL
)
 
{

        
fprintf
(
stderr
,
 
"display를 열 수 없습니다
\n
"
);

        
exit
(
1
);

    
}

    
s
 
=
 
DefaultScreen
(
display
);

    
/* 창 만들기 */

    
window
 
=
 
XCreateSimpleWindow
(
display
,
 
RootWindow
(
display
,
 
s
),
 
10
,
 
10
,
 
200
,
 
200
,
 
1
,

                           
BlackPixel
(
display
,
 
s
),
 
WhitePixel
(
display
,
 
s
));

    
/* 이용하려는 이벤트 종류 선택 */

    
XSelectInput
(
display
,
 
window
,
 
ExposureMask
 
|
 
KeyPressMask
);

    
/* 창 보이기 */

    
XMapWindow
(
display
,
 
window
);

    
/* 이벤트 루프 */

    
while
 
(
1
)
 
{

        
XNextEvent
(
display
,
 
&
event
);

        
/* 창을 (다시) 그리기 */

        
if
 
(
event
.
type
 
==
 
Expose
)
 
{

            
XFillRectangle
(
display
,
 
window
,
 
DefaultGC
(
display
,
 
s
),
 
20
,
 
20
,
 
10
,
 
10
);

            
XDrawString
(
display
,
 
window
,
 
DefaultGC
(
display
,
 
s
),
 
50
,
 
50
,
 
msg
,
 
strlen
(
msg
));

        
}

        
/* 키 눌림이 있으면 끝내기 */

        
if
 
(
event
.
type
 
==
 
KeyPress
)

            
break
;

    
}

    
/* 서버 연결 닫기 */

    
XCloseDisplay
(
display
);

    
return
 
0
;

 
}

```

클라이언트는 XOpenDisplay를 호출함으로써 서버 연결을 만든다. 그 뒤 XCreateSimpleWindow로 창 만들기를 요청한다. XMapWindow로의 별도 호출은 창을 매핑(보여주기)하는데 필수적이다.
XFillRectangle을 호출함으로써 사각형을 그려낸다. 이 동작은 창이 만들어진 뒤에만 수행할 수 있다. 그러나 한 차례만 수행하는 것은 충분하지 않을 수도 있다. 사실 창의 내용은 언제나 보존될 것임을 보증하지는 않는다. 이를테면 창이 다른 무언가에 의해 가려졌다가 다시 보이게 되면 내용물은 다시 그리기가 필요할 수 있다. 이 프로그램은 창이나 창의 일부가 Expose 이벤트를 도입함으로써 그리기가 필요할 수 있다.

## 참조
1. ↑  https://lists.x.org/archives/xorg-announce/2025-March/003587.html; 확인한 날짜: 2025년 3월 10일; 저자 이름: Alan Coopersmith; 출판 날짜: 2025년 3월 9일.
2. ↑  “Display Structure on freedesktop CVS”. 《Tip search for: typedef struct _XDisplay Display》. 2008년 1월 31일에 원본 문서에서 보존된 문서. 2008년 5월 8일에 확인함.

## 같이 보기
- X 윈도 시스템
- X 윈도 시스템 프로토콜 및 아키텍처